# 延髓
延腦（英語：medulla oblongata），為中央神经系统的一部分，是腦幹最下方的結構，位於小腦正前方。長約一吋半，寬約半吋。上接橋腦（pons） ，下接脊髓（spinal cord）。
它具有第九至第十二顱神經及多個神經束的核，在處理感覺及運動訊息傳送有一定功用。
延腦具有心血管中樞及呼吸中樞等重要維生中樞的結構及感應器，能藉此維持體內平衡。此部份受傷或受壓（如腦腫瘤）會危及生命。由於由不能再生的中央神經元組成，故此部分受傷許多時都是致命的。

## 外部連接
- Stained brain slice images which include the "medulla" at the BrainMaps project